# Dioptrie
Dioptrie (plur. Dioptrien) ist die Maßeinheit für die Brechkraft optischer Systeme und stellt den Kehrwert der Brennweite in Meter dar: {\displaystyle 1\ \mathrm {dpt} =1\ \mathrm {m^{-1}} }. Ihr Einheitenzeichen in Deutschland ist dpt. Im alltäglichen Gebrauch tritt sie besonders bei der Beschreibung von Sehhilfen wie Brillengläsern auf.

## Zusammenhang mit der Brennweite

Visualisierter Zusammenhang zwischen Brechkräften und Brennweiten.

Die Brechkraft {\displaystyle D} ist der Kehrwert der Brennweite {\displaystyle f\,}:
{\displaystyle D={\frac {1}{f}}\,}.
Optische Systeme mit positiver Brennweite, also beispielsweise Sammellinsen (konvexe Linsen), besitzen somit eine positive Brechkraft.
Zerstreuungslinsen (konkave Linsen) hingegen haben eine negative Brechkraft.

## Rechtlicher Status
Die Einheit Dioptrie wird als gesetzliche Einheit in den Staaten der EU und in der Schweiz bei der Angabe der Brechkraft optischer Systeme, speziell in der Augenoptik, verwendet.
Für die Dioptrie ist kein internationales Einheitenzeichen festgelegt. Das Zeichen „dpt“ wird in der deutschen Einheitenverordnung aufgeführt, erscheint jedoch nicht in der zugrundeliegenden Richtlinie 80/181/EWG.

## Menschliches Auge
Auf Vorschlag des französischen Augenarztes Ferdinand Monoyer wurde die Dioptrie 1872 in die ophthalmologische Optik eingeführt.
Die Brechkraft des normalsichtigen gesunden menschlichen Auges beträgt im Zustand der Ferneinstellung bei maximal entspanntem Ziliarmuskel und abgeflachter Linse etwa 59 bis 60 dpt und entspricht damit einer Brennweite von etwa 16,8 mm. Mittels Akkommodation kann sie auf geringere Sehentfernungen eingestellt werden. Dieses Anpassungsvermögen ist altersabhängig und lässt schon in der Jugend mit zunehmendem Alter nach. Zur ausgleichenden Korrektur werden Brillen oder verwandte optische Hilfsmittel eingesetzt, deren Gläser in der Regel nach Vermessung der Fehlsichtigkeit (Refraktionsbestimmung) entsprechend ausgewählt werden.
Sammellinsen mit positiver Brechkraft dienen dabei der Korrektur von Übersichtigkeit (ugs. Weitsichtigkeit), Zerstreuungslinsen (negative Brechkraft) der Korrektur von Kurzsichtigkeit sowie torische Linsen der Korrektur eines Astigmatismus. Je größer der Betrag der Brechkraft der eingesetzten Linse ist, desto stärker ist die Korrektur der Fehlsichtigkeit.
Auch der Dioptrienausgleich, z. B. an Kamerasuchern und Mikroskopen ist nach der Einheit benannt und ermöglicht in vielen Fällen die Nutzung ohne zusätzliche Brille.
Zur Schätzung der Stärke einer benötigten Lesebrille bei Alterssichtigkeit dient folgende Faustformel:
Kehrwert der Entfernung (in m), in der man seine Zeitung lesen möchte
minus
Kehrwert der Entfernung (in m), in der man noch scharf sehen kann
ergibt die Brechkraft der Lesebrille.
Beispiel: Leseentfernung ⅓ m ≙ 3,0 dpt; minimale Sehweite: ½ m ≙ 2,0 dpt; also ist eine Lesebrille von 3,0 dpt − 2,0 dpt = 1,0 dpt (also eine Sammellinse) erforderlich.

## Wortherkunft
Das Wort ist eine Übernahme des gleichbedeutenden französischen dioptrie, das selbst eine Ableitung von dioptrique ist. Diese sprachliche Neuschöpfung des 17. Jahrhunderts leitet sich über lateinisch dioptra von altgriechisch διόπτρα dióptra ab, womit ein antikes optisches Gerät zur Höhenmessung bezeichnet wurde,
das sich auf δια dia „hindurch“ und ὄψεσθαι ópsesthai „sehen werden“ zurückführen lässt.